# Carl-Heinz Mahlmann
Carl-Heinz Mahlmann (17 settembre 1907 – Großensee, 7 novembre 1965) è stato un calciatore tedesco, di ruolo centrocampista.